# Saint-Pardoux-de-Drône
Saint-Pardoux-de-Drône település Franciaországban, Dordogne megyében. Lakosainak száma 191 fő (2022. január 1.). Saint-Pardoux-de-Drône Saint-Méard-de-Drône, Douchapt, Segonzac, Saint-Sulpice-de-Roumagnac és Saint-Martin-de-Ribérac községekkel határos.

## Népesség
A település népessége az elmúlt években az alábbi módon változott:
| Lakosok száma | 246  | 221  | 218  | 215  | 211  | 204  | 198  | 193  | 192  | 191  |
|               | 1968 | 1982 | 1990 | 2006 | 2013 | 2015 | 2017 | 2019 | 2020 | 2022 |